# Прилад для вимірювання шуму

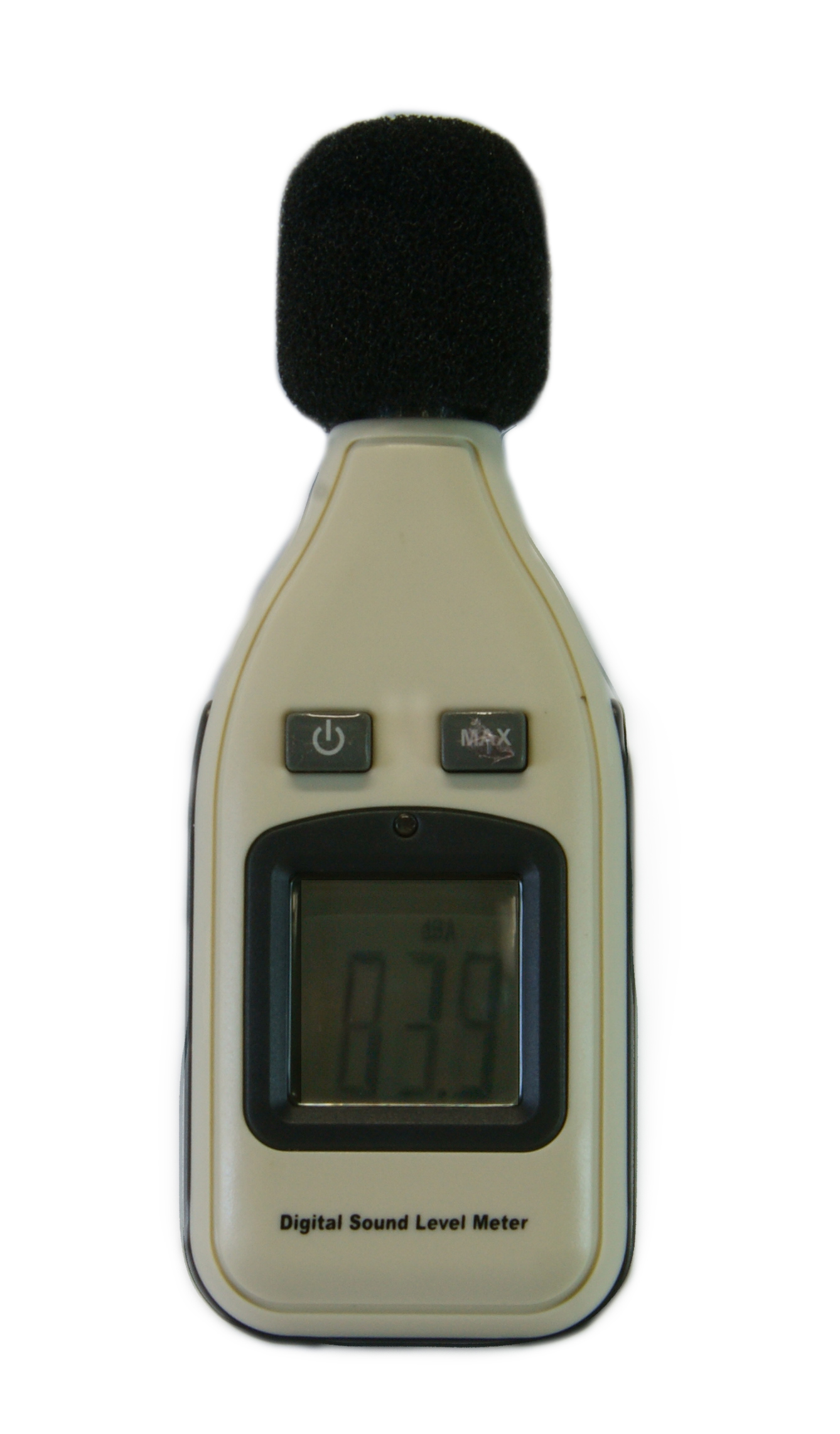
Прилад для вимірювання шуму (2011 р.).

При́лад для вимі́рювання шу́му, просто вимі́рювач шу́мів; шумомі́р, завадомі́р — прилад для об'єктивного вимірювання рівня звуку. Не слід плутати цей параметр з рівнем гучності. Не всякий прилад, що вимірює звук, є шумоміром.
Існують міжнародні стандарти, що встановлюють вимоги до цих приладів. У Європі вимірювання шуму проводиться за стандартом IEC 61672-1. У деяких інших європейських країнах діють свої стандарти на шумоміри, проте всі вони також дотримуються вимог стандартів МЕК. В США стандарти істотно відрізняються від європейських, де застосовуються стандарти ANSI (зокрема ANSI S1.4). В Україні вимірювання шуму регламентується ДСТУ 2325-93.

## Склад
Шумомір містить ненаправлений мікрофон, підсилювач, коригувальні фільтри, детектор, інтегратор (для інтегруючих шумомірів) та індикатор.

## Принцип роботи
Фактично шумомір являє собою мікрофон, до якого під'єднаний вольтметр, що проградуйований в децибелах. Оскільки електричний сигнал на виході з мікрофону пропорційний вихідному звуковому сигналу, приріст рівня звукового тиску, що впливає на мембрану мікрофона викликає відповідний приріст напруги електричного струму на вході в вольтметр, що і відображається за допомогою індикаторного пристрою, проградуйованого в децибелах. Для вимірювання рівнів звукового тиску в контрольованих смугах частот, наприклад 31,5; 63; 125 Гц тощо, а також для вимірювання рівнів звуку (дБА), коректованих за шкалою А з урахуванням особливостей сприйняття людським вухом звуків різних частот, сигнал після виходу з мікрофона, але до входу в вольтметр, пропускають через відповідні електричні фільтри.
Загальна схема шумоміра обирається так, щоб його властивості наближалися до властивостей людського вуха.
Оскільки чутливість вуха залежить як від частоти звуку, так і від його інтенсивності, в шумомірі використовуються кілька комплектів фільтрів, що відповідають різній інтенсивності шуму. Дані фільтри дозволяють імітувати АЧХ вуха при заданій потужності звуку. Ці фільтри називаються А, B, C, D. Їх амплітудно-частотні характеристики наведені в стандарті МЕК 651.
Фільтр А приблизно відповідає АЧХ «посереднього вуха» при слабких рівнях шуму, фільтр B — при сильних рівнях шуму. Фільтр D був розроблений для оцінки авіаційного шуму.
Нині для нормування шуму застосовуються тільки фільтри А і С (останній — для оцінки пікових рівнів шуму). Останні версії стандартів на шумоміри не встановлюють вимог до фільтрів B і D.
Крім вимог до АЧХ, стандарти на шумоміри встановлюють вимоги до параметрів тимчасового усереднення. У шумомірах застосовується експоненціальне усереднення F (Fast), S (Slow), I (Impulse). Тимчасова константа характеристики F — 1/8 с, S — 1 c. Інтегруючі шумоміри мають також лінійне усереднення і вимірюють еквівалентні рівні звуку, рівні звукової експозиції, різні види дози шуму тощо.